# Mehlmaul

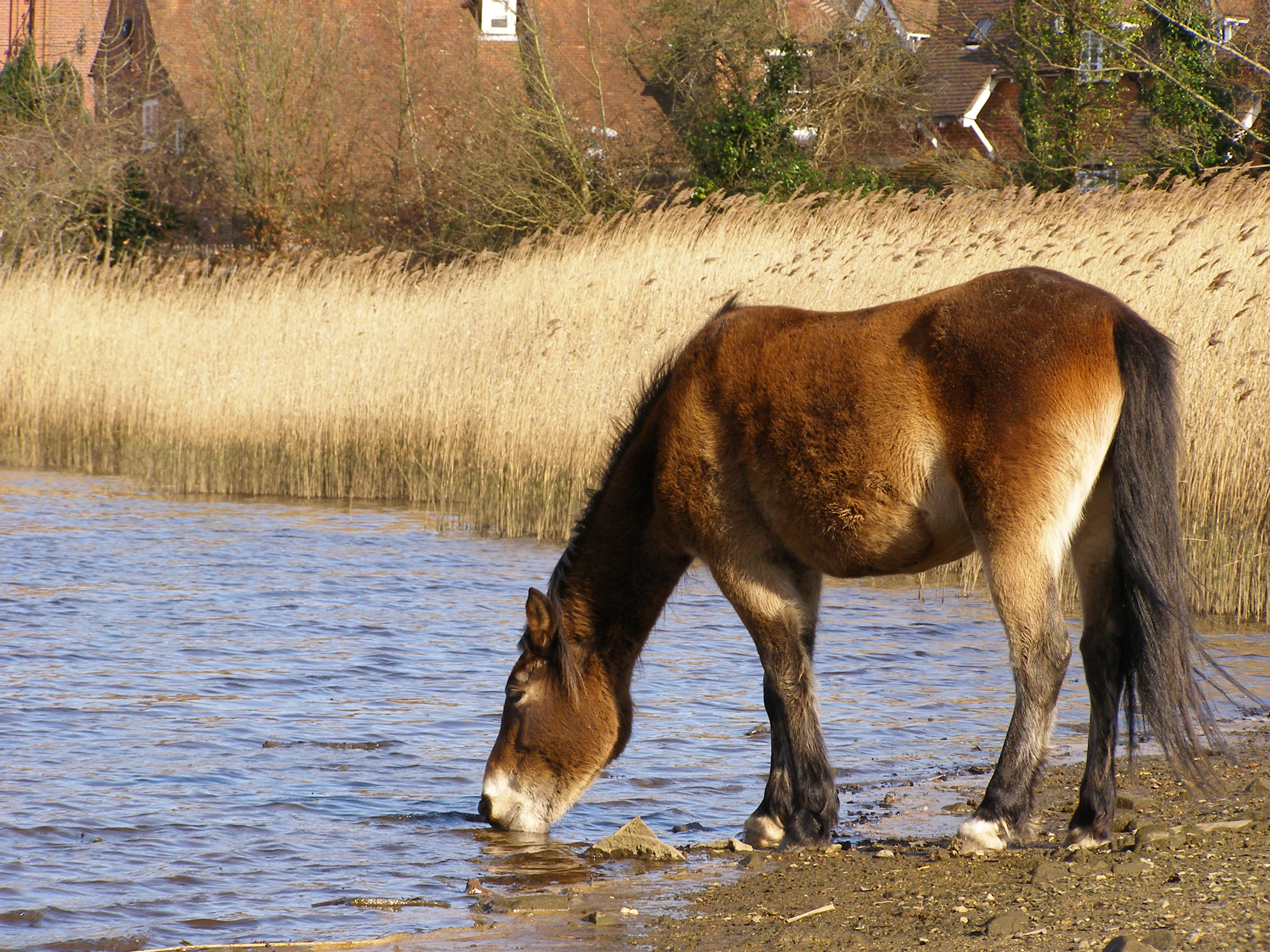
New-Forest-Pony Brauner mit Mehlmaul

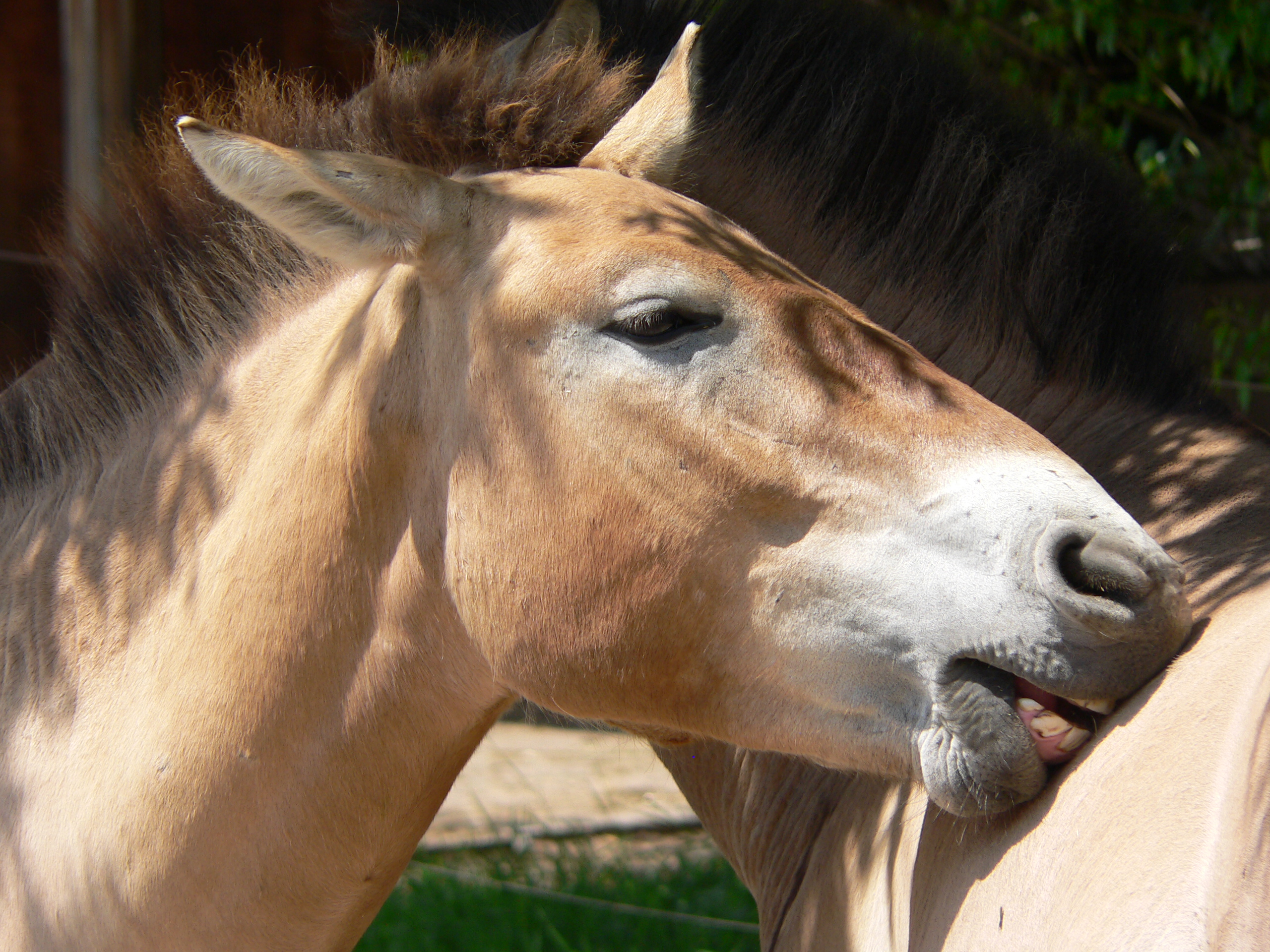
Przewalski-Pferde bei der gegenseitigen Fellpflege. Falbe mit Mehlmaul.

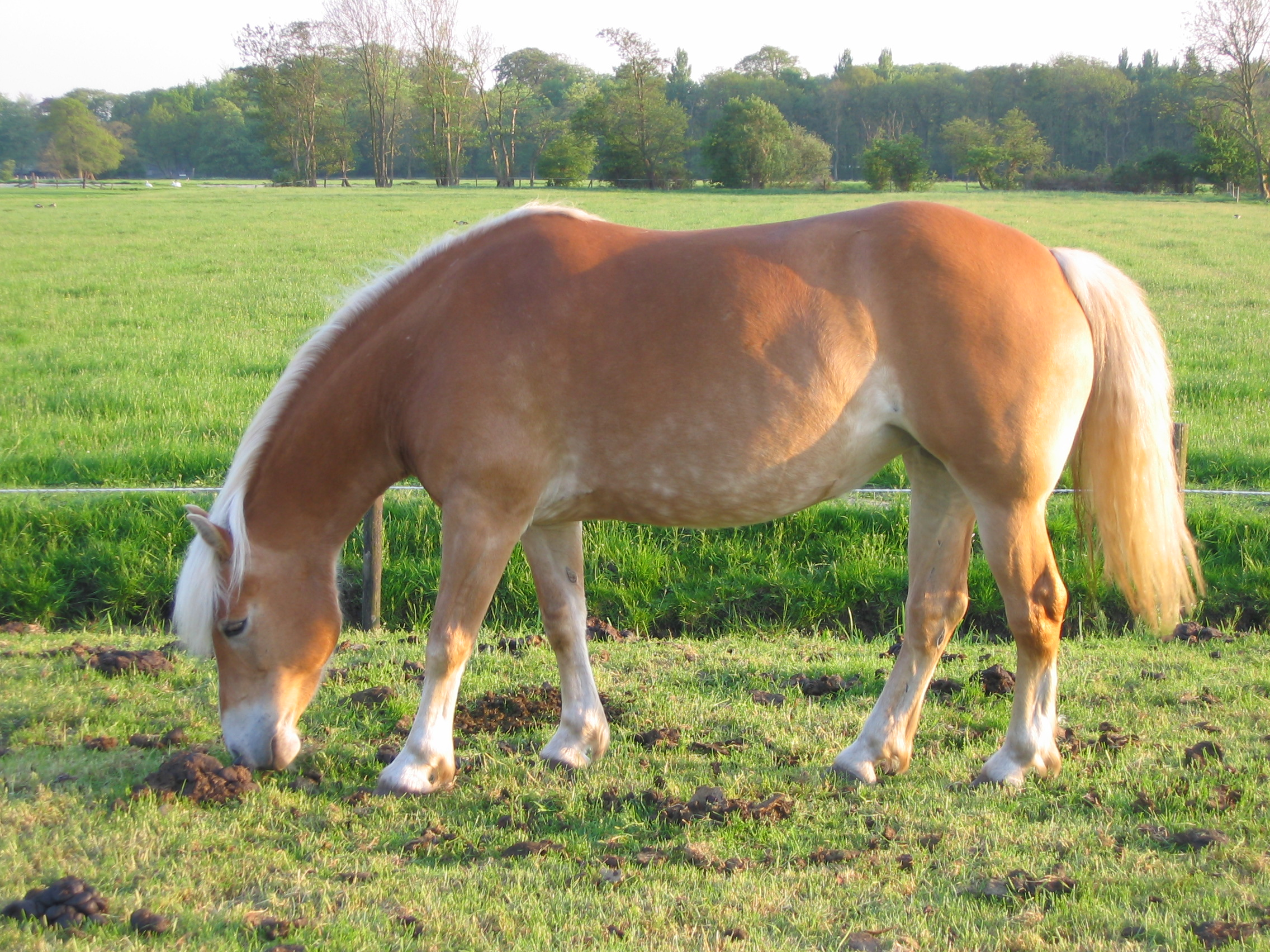
Haflinger: Mehlmaul bei einem Fuchs mit Flaxen

Als Mehlmaul bezeichnet man eine charakteristische Kopffärbung bei Einhufern. Bei dieser Fellfärbung ist der Schnauzenbereich deutlich hell abgesetzt gegenüber der übrigen Fellfarbe.
Im weiteren Sinne wird das Wort oft für jede Aufhellung im Schnauzenbereich verwendet.

## Aussehen
Das Gen, das das Mehlmaul verursacht, führt beim Pferd zu einem weißen Maul, aufgehelltem Bauch und hellen Innenseiten an den Beinen.

## Mehlmaul als Merkmal von Wildpferden
Inwieweit das Mehlmaul auch beim Przewalski-Pferd eine charakteristische Fellfärbung ist, ist umstritten. Der Weltbestand an dieser Wildpferderasse geht ausschließlich auf zwölf Wildfänge zurück. Aufnahmen aus der Zeit gegen Ende des 19. und Anfang des 20. Jahrhunderts, als diese Pferde erstmals gefangen wurden, zeigten auch Wildpferde, bei denen kein Mehlmaul erkennbar ist.

## Rassen

### Esel
Ein Mehlmaul tritt bei Eseln häufig auf.

### Pferde
Das Mehlmaul taucht besonders häufig bei Pferderassen auf, die dem Wildpferd noch recht nahestehen und in denen es auch Falben gibt. Rassen, bei denen oft ein Mehlmaul zu finden ist, sind beispielsweise das Norwegische Fjordpferd, der Haflinger, das Dülmener Wildpferd, das Dartmoor-Pony und das Exmoor-Pony.

## Genetik
Das Gen Pangare, teilweise auch als Mealy bezeichnet, wird mit P oder Pa dargestellt. Besonders verbreitet ist das Gen bei vielen Ponyrassen und beim Przewalski-Pferd. Pferde, die das Gen tragen, haben ein Mehlmaul, helle Haare um die Augen herum, einen hellen Bauch und helle Beininnenseiten. Auch die Flanken können leicht aufgehellt sein.
Das Gen hellt nur die braune Farbe auf und beeinflusst schwarz nicht.
Der exakte Genort ist unbekannt, es wurde jedoch vermutet, dass das Gen Pangare mit dem Flaxen-Gen identisch ist, das aus einem Fuchs einen Lichtfuchs macht. Das ist naheliegend, da Füchse mit dunkler Mähne aber mit Mehlmaul offensichtlich nicht auftreten. Da es für beide Gene bisher keinen Gentest gibt und deshalb weder sicher ist, dass es jeweils nur ein Mealy- oder Flaxengen gibt noch ob eines oder mehrere dieser Flaxen-Gene mit einem Pangare-Gen identisch ist, wurde diese Theorie bisher weder stichhaltig widerlegt noch sicher belegt.

## Verwechslungsmöglichkeit

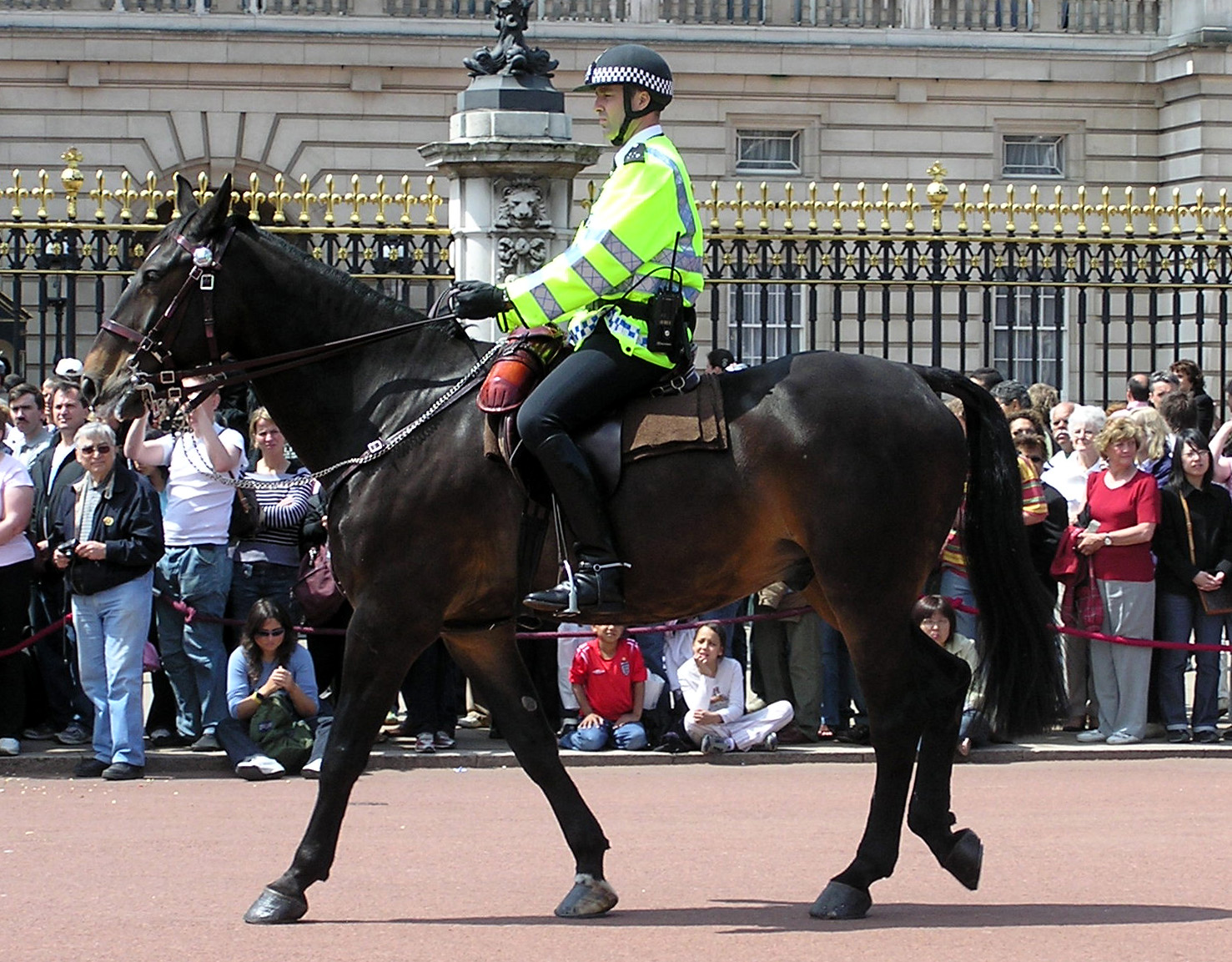
Seal Brown: Für diese Farbverteilung ist der Agouti-Locus verantwortlich.

Nicht durch dieses Gen verursacht wird die Farbe des Schwarzbraunen, die auf Englisch „Seal Brown“ heißt. Es handelt sich um fast schwarze Pferde, die an den Stellen, die durch das Mehlmaul-Gen Pangare von Braun zu weiß umgefärbt würden, braun sind, während sie an den Stellen die durch das Mehlmaul-Gen nicht beeinflusst würden, schwarz sind. Für diese Variante ist jedoch eine Mutation des Agouti-Locus verantwortlich.